# Oxyrhynchus trinervius
Oxyrhynchus trinervius är en ärtväxtart som först beskrevs av John Donnell Smith, och fick sitt nu gällande namn av Velva Elaine Rudd. Oxyrhynchus trinervius ingår i släktet Oxyrhynchus och familjen ärtväxter. Inga underarter finns listade i Catalogue of Life.